# Turiner Grabtuch

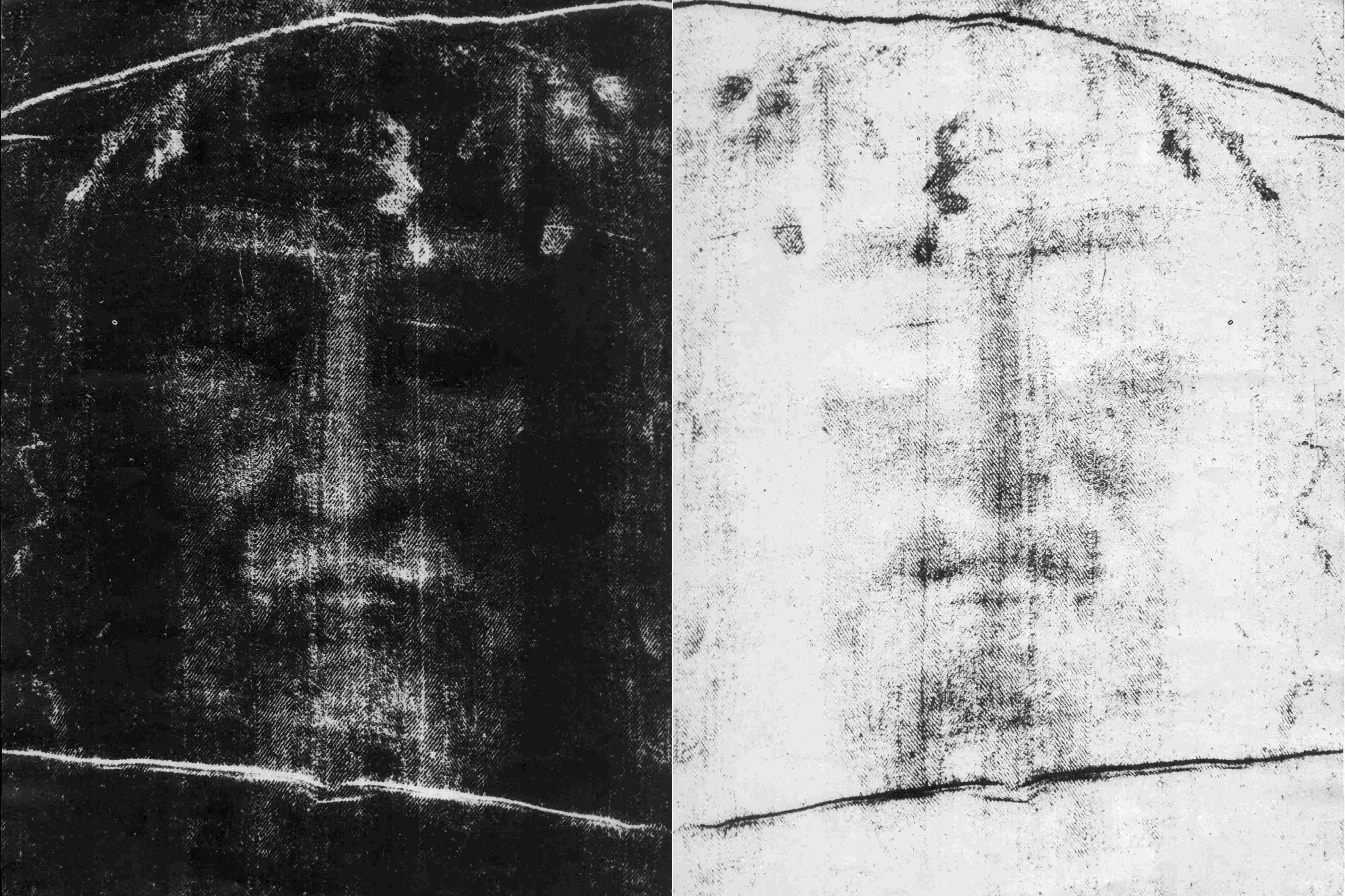
Das linke Bild zeigt das Positivbild des Gesichts im Turiner Grabtuch auf der Negativ-Fotoplatte von Secondo Pia in hoher Auflösung, das rechte Bild zeigt das entwickelte Foto

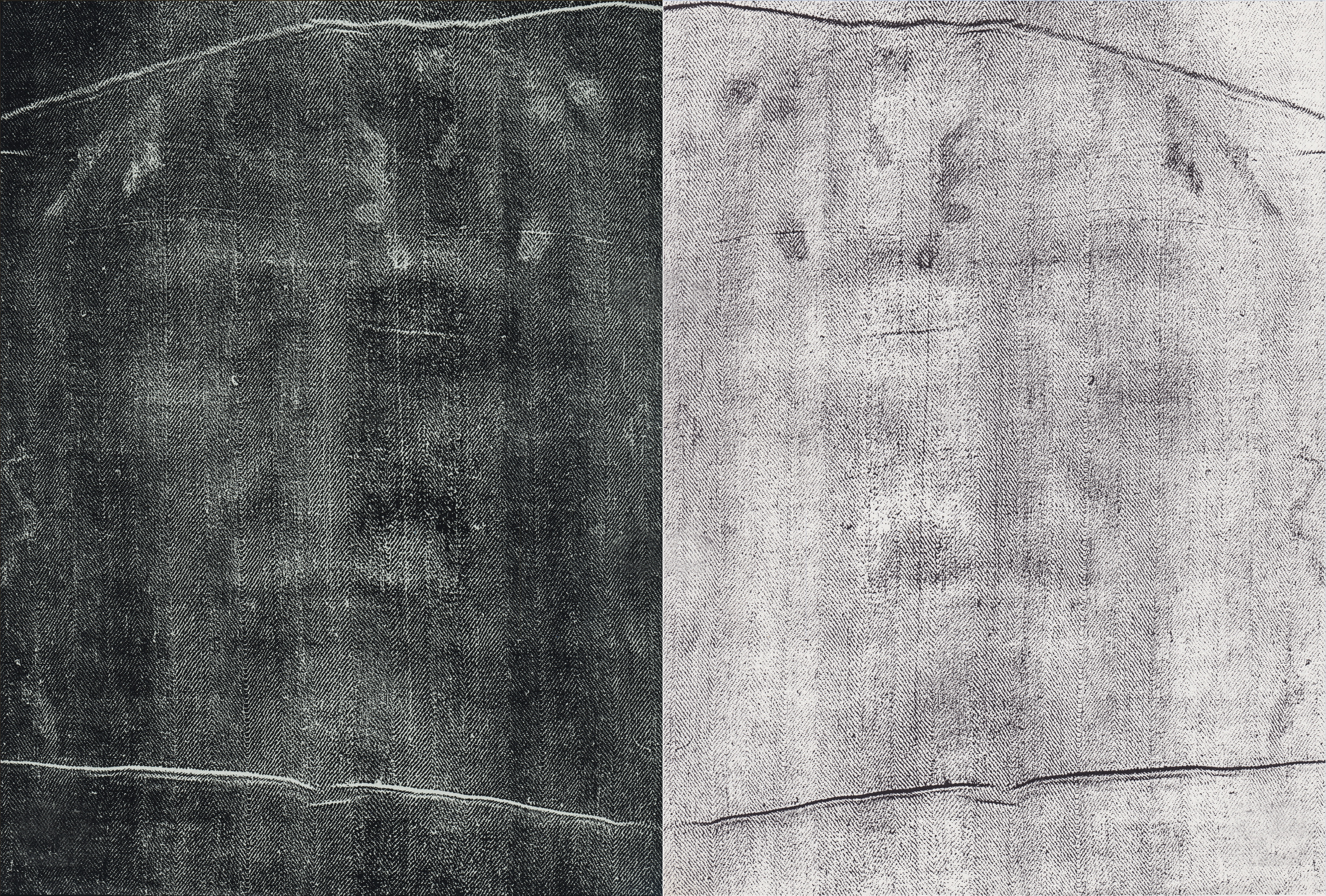
Das linke Bild zeigt das Positivbild des Gesichts im Turiner Grabtuch auf der Negativ-Fotoplatte von Giuseppe Enrie in hoher Auflösung, das rechte Bild zeigt das entwickelte Foto

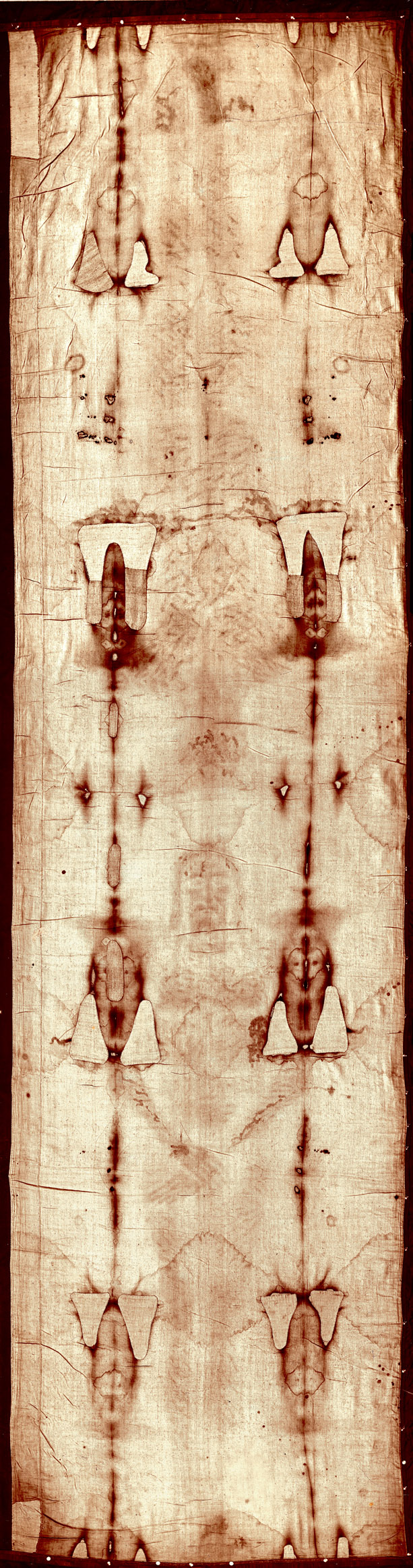
Modernes Abbild des Grabtuchs, koloriert

Das Turiner Grabtuch (italienisch Sindone di Torino, Sacra Sindone) ist ein 4,36 Meter langes und 1,10 Meter breites Leinentuch, das ein Ganzkörper-Bildnis der Vorder- und Rückseite eines Menschen zeigt. Das Tuch wird in der Ende des 17. Jahrhunderts erbauten Grabtuchkapelle des Turiner Doms aufbewahrt.
Der Ursprung des Tuches und sein Aussehen sind der Gegenstand einer intensiven Debatte unter Theologen, Historikern und anderen Forschern. Es wird von vielen Gläubigen als das Tuch verehrt, in dem Jesus von Nazaret nach der Kreuzigung begraben wurde, und hat eine Reihe von Christusdarstellungen inspiriert.
Die dokumentierte Ersterwähnung des Tuches fand im 14. Jahrhundert statt. Einer der zuständigen Bischöfe sprach sich gegen eine Anerkennung des Tuchs als Reliquie aus. Aus dem 14. Jahrhundert sind zudem weitere künstlerisch gestaltete Grabtücher bekannt, ebenso die zugehörige Technik einer Leinenmalerei mit Temperafarbe, die Abbildungen mit ungewöhnlichen transparenten Eigenschaften erzeugt. Die davon unabhängig erfolgten Radiokohlenstoffdatierungen von 1988 deuten ebenso auf einen Ursprung als mittelalterliches Artefakt aus dieser Zeit. Das Tuch verblieb im Eigentum verschiedener Adelsfamilien, zuletzt des Hauses Savoyen, und wurde erst im späten 20. Jahrhundert der katholischen Kirche übereignet.
Die Verehrung des Tuches wurde insbesondere im späten 19. Jahrhundert intensiviert, nachdem erste fotografische Negative des Grabtuches ein plastisches und lebensnahes Abbild von hohem künstlerischen Wert erkennen ließen. Die weltweite Medienresonanz und das neuerwachte Interesse an dem Tuch machte es zu einem der am meisten untersuchten archäologischen Objekte überhaupt. Die Vielzahl der hochaufwändigen Untersuchungen wertete es im Gegensatz zu den meisten anderen historischen Objekten deutlich auf. Befürwortern seiner Echtheit gilt es als ein nicht von Menschen geschaffenes Bildnis, ein Acheiropoieton.

## Religiöse Deutungen

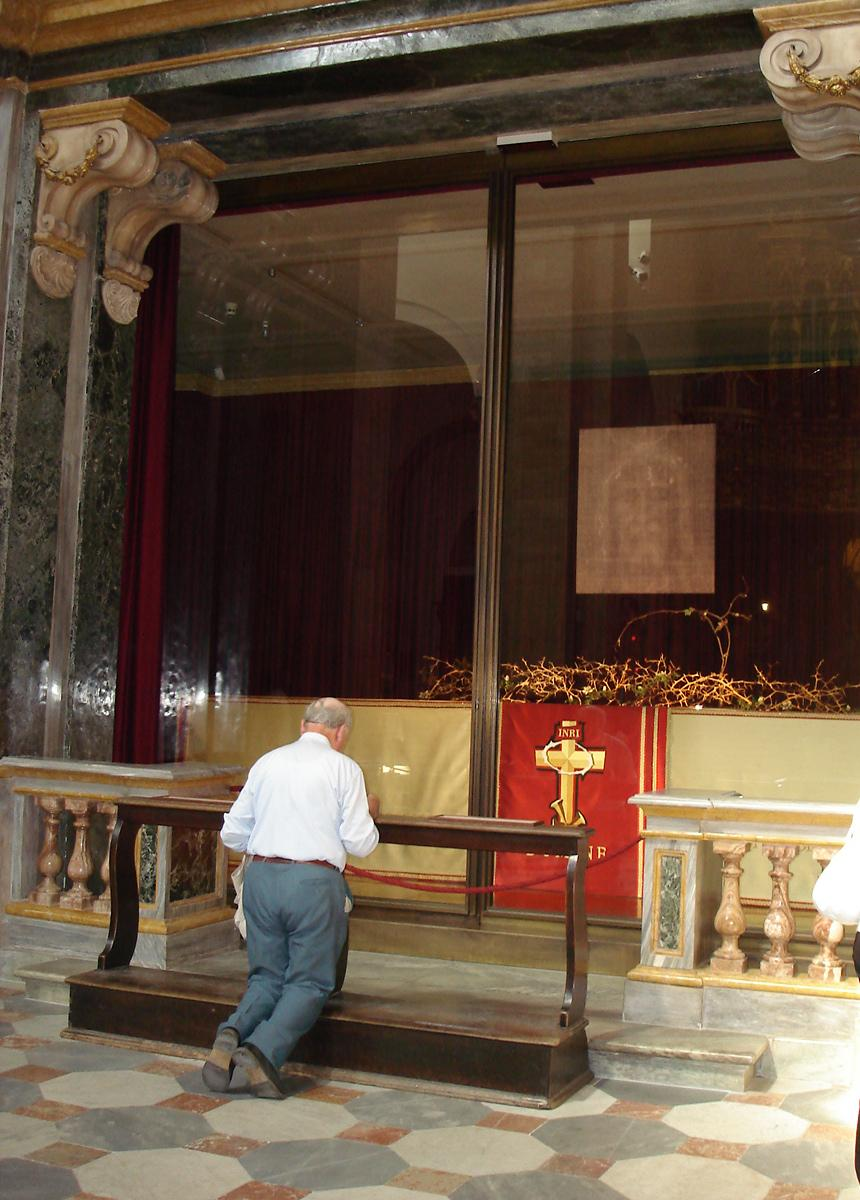
Verehrung des Grabtuchs am Aufbewahrungsort

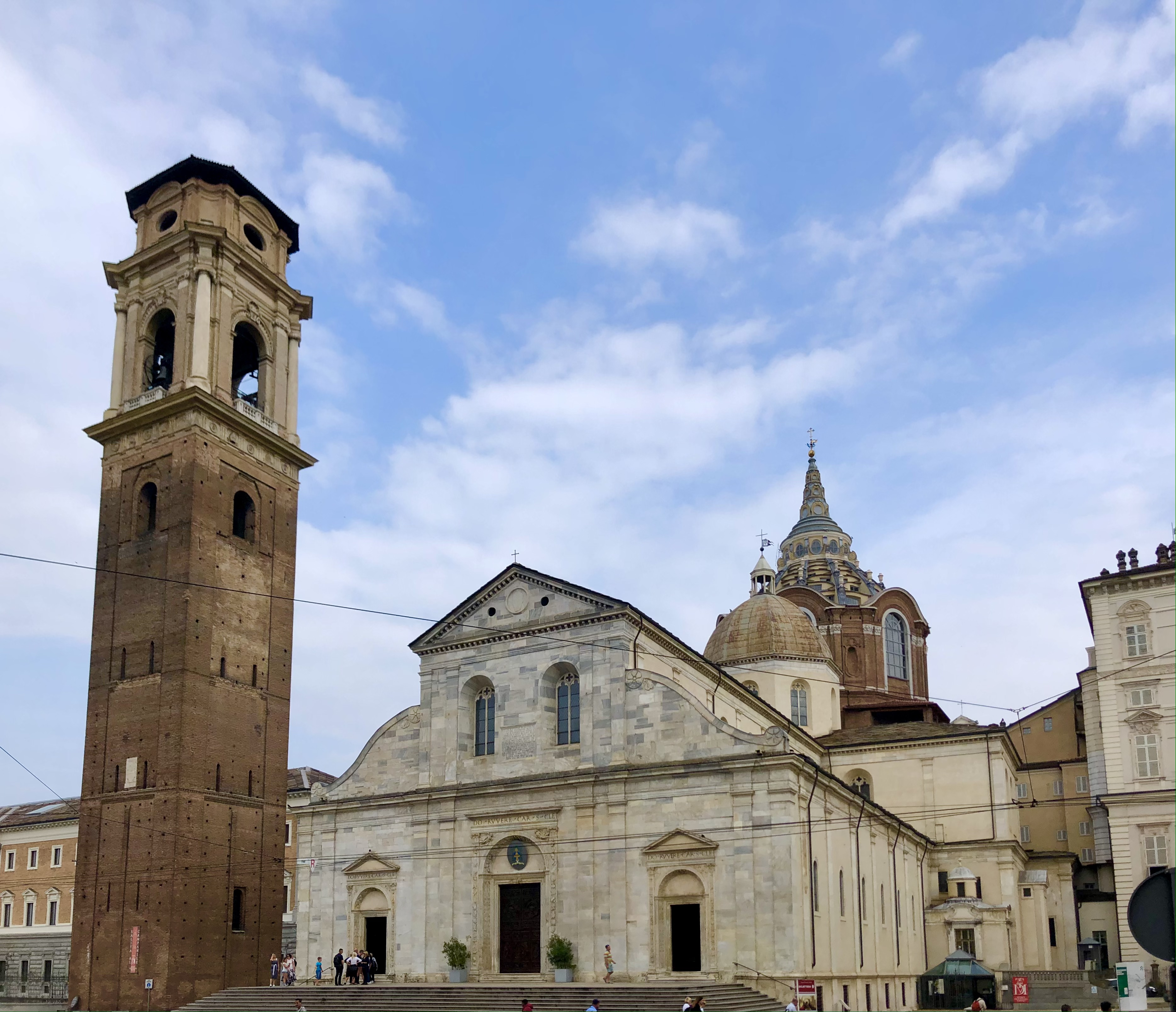
Fassade der Kathedrale San Giovanni Battista in Turin

Von der katholischen Kirche wird das Tuch nicht als Reliquie, sondern als Ikone eingestuft. Das Bild ist damit mehr als ein Kunstgegenstand, es kann als existenzielle Verbindung zwischen dem Betrachter und dem Dargestellten, indirekt auch zwischen dem Betrachter und Gott dienen. Dessen ungeachtet verehren einige Gläubige das Tuch als Reliquie im Sinne eines echten Leichentuches Christi.

## Geschichte des Grabtuches

### Allgemein anerkannte Geschichte
Die ältesten unumstrittenen schriftlichen Quellen, die die Existenz des Tuches erwähnen, reichen bis in die Mitte des 14. Jahrhunderts zurück. 1353 erhielt der französische Ritter Geoffroy de Charny von König Johann II. dem Guten den Auftrag, eine Stiftskirche in Lirey bei Troyes, Département Aube in der Champagne, zu bauen. Dort wurde das Grabtuch 1357 – dokumentiert durch ein Pilgermedaillon – erstmals der Öffentlichkeit präsentiert. Durch marodierende Banden bedroht, wurde es von Kanonikern 1418 in eine Kapelle nach Saint-Hippolyte verbracht. Es blieb dort 34 Jahre, bis es 1453 von der Witwe des verstorbenen Grafen Humbert aus der Adelsfamilie Haus Faucogney, Margaret de Charny, in den Besitz des Hauses Savoyen überging. In dieser Zeit wurde es auf Reisen mitgeführt und an verschiedenen Orten ausgestellt. Einmal im Jahr wurde das Tuch an einer „le Clos Pascal“ genannten Stelle den Gläubigen gezeigt.
Die Authentizität des Grabtuches wurde bereits sehr früh in Frage gestellt. Der amtierende Bischof von Troyes, Pierre d’Arcis, berichtete im Jahr 1389 in einem Beschwerdebrief an den Gegenpapst Clemens VII. von einem Skandal, den er in der Kirche in Lirey entdeckt habe. Dort habe man „fälschlich und betrügerisch, in verzehrender Habgier und nicht aus dem Motiv der Hingabe, sondern nur aus Gewinnabsicht für die dortige Kirche ein listig gemaltes bestimmtes Tuch angeschafft, auf dem mit kleverer Fingerfertigkeit das zweifache Bild eines Mannes dargestellt ist, das heißt Vorder- und Rückansicht, von dem sie fälschlich behaupten und vortäuschen, dass dies das wirkliche Grabtuch sei, in welches unser Heiland, Jesus Christus, in der Grabesgruft eingewickelt war.“ Neben dem seiner Meinung nach unplausiblen Fehlen der Erwähnung eines Tuchs mit Körperabbildung in den Evangelien bezog sich Pierre d’Arcis auf seinen Vorgänger, den Bischof Henri de Poitiers, in dessen Amtszeit das Tuch erstmals ausgestellt worden sei. Demnach forschte de Poitiers, nachdem er von der Angelegenheit erfuhr, nach und „entdeckte die Betrügerei und wie das Tuch listig gemalt wurde, der Künstler, welcher es gemalt hatte, bestätigte die Wahrheit, nämlich, dass es das Werk menschlicher Fertigkeit sei, und nicht wunderhaft entstanden oder geschenkt sei.“ Der Name des Fälschers wurde nicht genannt. Gestützt wurde Pierre d’Arcis’ Urteil durch Dokumente von Geoffroy de Charnys Sohn Geoffroy II., in denen das Grabtuch durchgehend nur als „Bildnis“ oder „Repräsentation“ erwähnt wurde. Auch dessen Tochter Margaret de Charny und ihr Gemahl Humbert de Villersexel, die im Besitz des Tuches waren, äußerten sich derart. Wegen des bischöflichen Appells legte Clemens VII. 1392 fest, dass das Tuch keine Reliquie sei. Eine Ausstellung sei erlaubt, solange es nicht als Grabtuch Christi präsentiert werde. Pierre d’Arcis erhielt von Clemens VII. unter Androhung der Exkommunikation die Anordnung, über seine Ansichten zu schweigen.
Mit dem Besitzübergang des Tuches von den Nachfahren Geoffroy de Charnys an Herzog Ludwig von Savoyen 1453 verband sich eine Änderung der offiziellen Einschätzung des Tuches. 1464 sprach Francesco della Rovere, der spätere Papst Sixtus IV., vom Tuch als „gefärbt mit dem Blut Jesu“. Sein Neffe, Papst Julius II., widmete 1506 dem Tuch als dem „Heiligen Grabtuch“ einen speziellen Festtag (4. Mai), an dem eine Messe und ein Ritual zu Ehren des Tuches abzuhalten war, obwohl es sich bei dem Tuch nicht um das einzige anerkannte heilige Grabtuch jener Zeit handelte. Papst Gregor XIII. erließ 1582 einen vollkommenen Ablass, den er allen erteilte, die nach Beichte, Buße und Eucharistie vor dem ausgesetzten Grabtuch andächtig zu Gott beten.
Nachdem das Tuch in den Besitz des Hauses Savoyen gelangt war, wurde es von den jeweiligen Herrschern der Familie als Prestigeobjekt auf ihren Reisen von Burg zu Burg innerhalb ihrer Besitztümer mitgeführt. Es wurde somit an vielen Orten aufbewahrt und von Zeit zu Zeit auch öffentlich gezeigt. 1502 wurde dem Tuch in der Schlosskapelle von Chambéry, der damaligen Residenz des Hauses Savoyen, ein vorläufig dauerhafter Aufbewahrungsort in einer heute noch vorhandenen Nische hinter dem Altar eingerichtet. Das in einer Silberkiste zusammengefaltet aufbewahrte Tuch überstand eine Brandkatastrophe in der Schlosskapelle von Chambéry im Jahre 1532. Es trug jedoch am Rand symmetrische Brandflecken und Löschwasserflecken davon. Die Brandlöcher wurden zwei Jahre später von Nonnen vernäht. Am 14. September 1578 ließ Herzog Emanuel Philibert von Savoyen das Grabtuch nach Turin, der neuen Residenzstadt des Hauses Savoyen, überführen, wo es bis heute in der Kathedrale von Turin, dem Duomo di San Giovanni, aufbewahrt wird. Nur im Jahre 1939 wurde es in einer Geheimaktion über Rom in die Abtei Montevergine nach Süditalien verlegt und dort im Choraltar versteckt. Offiziell geschah dies, um es vor einer möglichen Bombardierung Turins zu schützen. Nach dem Historiker und Direktor der staatlichen Bibliothek Montevergine, Andrea Davide Cardin, geschah diese Verlegung auch, um es vor einem Zugriff durch die Nationalsozialisten zu schützen. Er stützt sich dabei auf Hinweise in zeitgenössischen Dokumenten von Kardinal Maurilio Fossati, dem damaligen Erzbischof von Turin. Am 29. Oktober 1946 wurde es unter großer Diskretion wieder nach Turin gebracht. Es blieb im Besitz des Hauses Savoyen über das Ende ihres Königtums in Italien im Jahre 1946 hinaus, auch wenn es seitdem praktisch unter Verwahrung des Erzbischofs von Turin war. Nach dem Tod des ehemaligen italienischen Königs Umberto II. von Savoyen im Jahr 1983 wurde es dem Papst und seinen Nachfolgern vererbt, unter dem Vorbehalt, dass es in Turin verbleibe.
Beim Brand der zwischen Turiner Dom und Schloss gelegenen Grabtuchkapelle am 12. April 1997 wurde das Tuch durch den Feuerwehrmann Mario Trematore unversehrt gerettet, der in letzter Minute das schützende Panzerglas zertrümmerte. Seit 1998 wird es in einer Seitenkapelle des Doms in einem mit Argon befüllten Spezialcontainer aufbewahrt, um es vor Umwelteinflüssen besser zu schützen. Bei Konservierungsarbeiten im Jahr 2002 durch die Textilrestauratorin Mechthild Flury-Lemberg wurden die Brandlochflicken von 1534 wieder entfernt, ein neues Stütztuch untergenäht und die Falten, die durch vierhundertjährige Aufbewahrung in gerolltem Zustand entstanden waren, geglättet.

### Grabtuchausstellungen
Das Grabtuch verbleibt fast ausschließlich in seinem versiegelten Schrein und wird nur selten zu unregelmäßigen Anlässen öffentlich oder auch nichtöffentlich ausgestellt. Die letzten Ausstellungen des Grabtuches seit Ende des 18. Jahrhunderts waren vom 24. bis 27. April 1868 zur Hochzeit des Kronprinzen Umberto, vom 25. Mai bis 2. Juni 1898 anlässlich verschiedener Jahrestage des Königshauses Savoyen, bei der es auch erstmals fotografiert und erstmals alle seinerzeit bekannten historischen Dokumente zum Grabtuch zusammengetragen wurden, vom 3. bis 24. Mai 1931 anlässlich der ein Jahr zuvor erfolgten Hochzeit des Prinzen Umberto, vom 24. September bis 15. Oktober 1933 zum Heiligen Jahr (1900. Todesjahr Jesu), nichtöffentlich vom 22. bis 24. November 1973 für eine RAI-Fernsehdokumentation mit einer von Papst Paul VI. eingeführten Direktübertragung am 23. November 1973, öffentlich dann erst wieder nach 45 Jahren vom 26. August bis 8. Oktober 1978 zum vierhundertjährigen Jahrestag der Überführung von Chambéry nach Turin, bei der das Tuch auch eingehend wissenschaftlich vom Sturp-Team untersucht wurde, am 13. April 1980 in einer Privatausstellung für Papst Johannes Paul II. anlässlich seines Pastoralbesuches in Turin, dann vom 18. April bis 14. Juni 1998 zum hundertjährigen Jubiläum der ersten Fotografie des Tuches mit einem erneuten Besuch Papst Johannes Paul II. am 24. Mai, danach im Großen Jubeljahr 2000 vom 12. August bis 22. Oktober (2000. Geburtsjahr Jesu) und schließlich ohne besonderen Anlass vom 10. April bis Pfingstsonntag, den 23. Mai 2010 auf Anordnung Papst Benedikts XVI., der selbst nach Turin kam und das Tuch am 2. Mai 2010 verehrte. Auf Wunsch Benedikts XVI., das Grabtuch im Jahr des Glaubens zu dem dafür sinnträchtigsten Datum, dem Karsamstag, zu zeigen, wurde es erneut am 30. März 2013 in einem anderthalbstündigen, vom Fernsehen direkt übertragenen Wortgottesdienst mit einer Videobotschaft seines Nachfolgers Papst Franziskus ausgestellt. Die bisher letzte öffentliche Ausstellung war vom 19. April bis 24. Juni 2015 anlässlich des 200. Geburtstages von Johannes Bosco, Gründer des Salesianer-Ordens, mit Besuch von Papst Franziskus am 21. Juni 2015. In einer außerordentlichen Ausstellung am 10. August 2018 als Vorbereitung für die Jugend-Weltbischofssynode im Oktober wurde das Grabtuch 2.500 jugendlichen Gläubigen gezeigt. Am Karsamstag, dem 11. April 2020, hielt der Turiner Erzbischof Cesare Nosiglia aufgrund der Bitten tausender Gläubiger eine nichtöffentliche Gebetsandacht anlässlich der COVID-19-Pandemie vor dem ausgestellten Grabtuch, die im Fernsehen live übertragen und gestreamt wurde. Die nächste öffentliche Ausstellung ist für das Heilige Jahr 2025 vorgesehen.

### Hypothesen zu einer Geschichte des Tuches vor dem 14. Jahrhundert
Ein englischer Schriftsteller, Ian Wilson, vertrat 1978 die These, das Turiner Grabtuch rühre von einem Tuch in Konstantinopel her. Grundlage der Hypothese war ein Bericht von Robert de Clari im Jahr 1204 über ein Grabtuch, das in der Marienkirche des neuen Blachernen-Palastes aufbewahrt worden und jeden Freitag so ausgestellt gewesen sei, dass der vollständige Abdruck des Herrn sichtbar war.
Dieses Bild sei wiederum mit dem Abgar-Bild identisch, einem Tuchbildnis mit einem Gesichtsabdruck Christi aus Edessa in Mesopotamien, das erstmals im 6. Jahrhundert erwähnt wurde. Als ein Beleg für die Identität zwischen Abgar-Bildnis und Grabtuch wird meist ein im Jahre 1943 zerstörter und heute nur noch in Abschrift vorhandener Kodex angegeben, wonach im Jahr nach der Plünderung Konstantinopels 1204 im vierten Kreuzzug ein Verwandter des byzantinischen Kaisers die Rückgabe des Tuches von Papst Innozenz III. forderte. Das Bild sei dann über den Templer-Orden Geoffroy de Charny zugekommen, der das Turiner Grabtuch 1357 in seiner Stiftskirche der Öffentlichkeit zugänglich machte.
Aufgrund der Unterschiede in den historisch beschriebenen Dimensionen und der Beschaffenheit des Abgar-Bildes können diese Averil Cameron zufolge aber nicht mit dem Turiner Grabtuch identifiziert werden. Zudem kommt sie zu dem Ergebnis, dass das Abgar-Bild ein Artefakt sei, dessen Ursprung im Widerstand gegen den Ikonoklasmus liegt. Dazu kommt seit 1988 die Inkompatibilität mit der Radiokohlenstoffdatierung, die einen mittelalterlichen Ursprung des Tuches nahelegt.
Der Grabtuchforscher Noel Currer-Briggs vertrat nach der Radiokohlenstoffdatierung des Turiner Grabtuchs die These, dass das Tuch aus dem Blachernen-Palast, dessen Authentizität selbst ungeklärt sei, zwar nach der Eroberung Konstantinopels 1204 in die Hände der Kreuzfahrer kam, aber letztlich zerstört wurde; wahrscheinlich 1242 während des Mongolensturms. Das Turiner Grabtuch sei eine, möglicherweise auf Anordnung des Großmeisters des Templerordens, als Ersatz erzeugte Nachbildung.

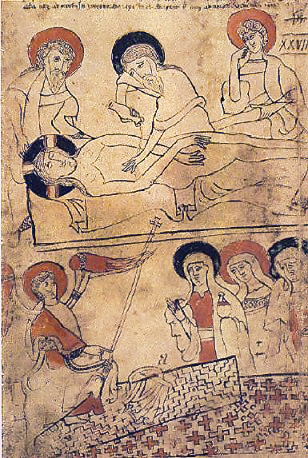
Die beiden Abbildungen im Codex Pray

Zwei Illustrationen im sogenannten Codex Pray – entstanden 1192 bis 1195 – zeigen eine Darstellung der Salbung Jesu und des offenen Grabes. In der ersten Illustration ist zu sehen, wie der Körper Jesu auf einem Grabtuch gesalbt wird und in der zweiten ist das leere Grabtuch mit einem Muster zu sehen, jedoch ohne Körperabbildung auf dem Tuch selbst. Laut Wilson und Bulst weisen folgende Punkte auf eine Verbindung hin: „die Lage des Leichnams; die völlige Nacktheit (einmalig); die Haltung der Arme und Hände, vor allem die fehlenden Daumen (die auf den meisten Kopien ergänzt sind). Auf dem zweiten Bild soll anscheinend die ungewöhnliche Gewebestruktur des Grabtuchs wiedergegeben werden, die älteren Brandlöcher auf der oberen Tuchhälfte sind in gleicher Anordnung.“ Dass dieses Bild gerade in einem ungarischen Kodex erscheint, könnte sich daraus erklären, dass die damalige ungarische Königin eine byzantinische Prinzessin war.
Weitere Ansätze zur Entstehungsgeschichte des Tuches sind von sehr unterschiedlicher Qualität. So gibt es beispielsweise die Hypothese, der Tuch-Abdruck stamme von dem nach einer Folterung auf dem Scheiterhaufen verbrannten 23. Großmeister der Tempelritter, Jakob von Molay. Auch Leonardo da Vinci wurde bereits als Urheber des Grabtuches genannt.

## Wissenschaftliche Untersuchungen

### Geschichte der Sindonologie
Einige bezeichnen archäometrische Untersuchungen am Grabtuch auch als Sindonologie (altgriechisch ἡ σινδών – sindón, das Leichentuch, ebenfalls eine Bekleidung im Markusevangelium).
Die erste fotografische Aufnahme des Tuches im Jahr 1898 durch Secondo Pia, der feststellte, dass das Bildnis im Negativ viel detailreicher wirkte als im Original, löste eine intensive Beschäftigung mit dem Tuch aus. Die ersten wissenschaftlichen Untersuchungen zu Entstehung der Abbildung und deren Authentizität wurden ab 1900 durch den Biologen Paul Vignon und den Anatomieprofessor Yves Delage durchgeführt, die damals die Authentizität bestätigten. Der Mediziner Pierre Barbet führte in den 1930er-Jahren weitere Untersuchungen durch, hauptsächlich zu den Umständen eines Todes durch Kreuzigung.
Im Jahr 1969 wurde durch den Erzbischof von Turin eine italienische Kommission gebildet, die das Tuch fotografierte, Empfehlungen für weitere Tests aussprach, aber selbst keine Tests durchführte. Eine 1973 gebildete italienische Kommission, bestehend aus Serologen, Forensikern, Textil- und Kunstexperten, entnahm Probenmaterial und führte mehrere Tests auf Vorhandensein von Blut durch. Der 1976 vorgelegte Abschlussbericht La S. Sidon: Ricerche e studi della Commissione di Esperti notierte, dass alle durchgeführten Bluttests negativ ausfielen. Durch Eugenia Rizzati wird das Vorhandensein von winzigen gelblich-orangen bis roten Körnern auf den Fasern festgestellt, aber es wurden 1973 keine weiteren speziellen Tests durchgeführt, die diese etwa als Farbpigmente hätten identifizieren können. Zwei Mitglieder der Kommission, der Ägyptologe Silvio Curto und die Kunstexpertin Noemi Gabrielli, kommen in diesem Abschlussbericht zu dem Resultat, dass es sich beim Grabtuch um ein im Mittelalter hergestelltes Objekt handele. Beide distanzierten sich später von ihren gemachten Feststellungen.
Im Jahr 1978 fanden weitere Untersuchungen und Probenentnahmen durch das Shroud of Turin Research Project, Inc. (STURP) statt. Im Gegensatz zu den vorhergehenden italienischen Kommissionen waren die meisten Mitglieder von STURP amerikanische Staatsbürger.
Eines der STURP-Mitglieder, Walter McCrone, trat wegen einer heftigen Kontroverse über seine Forschungsergebnisse aus der Gruppe aus. McCrone kam in seinen Untersuchungen an den STURP-Proben mittels Polarisationsmikroskopie und Sekundärelektronenmikroskopie zu dem Ergebnis, dass die Körperabbildung durch Ocker-Pigmente, und die Blutabbildungen sowohl durch Ocker- als auch durch Zinnober-Farbpigmente hervorgerufen werden. Beides sind rote Farbpigmente, die im Mittelalter von Künstlern verwendet wurden; Zinnober wurde nach McCrone damals für die Darstellung von Blut empfohlen. Von McCrone durchgeführte Bluttests und Vergleichsuntersuchungen an modernen Blutflecken fielen negativ aus und bestätigten die Resultate der Kommission von 1973. Den anderen Mitgliedern von STURP wirft er die selektive Verwendung hochauflösender Analytik vor, die die Ergebnisse aus der Lichtmikroskopie nicht widerlegen könne.
Die STURP-Mitglieder J. Heller und A. Adler kamen mittels Mikrospektrometrie zu entgegengesetzten Resultaten und behaupteten, dass die Blutabbildungen aus tatsächlich vorhandenem Blut bestünden. Für die Körperabbildung werden von J. Heller und A. Adler dehydrierte gelbliche Fasern verantwortlich gemacht, was McCrone zufolge durch das verwendete Eigelb als Farb-Bindemittel verursacht wird. Das nach dem Austritt von McCrone praktisch nur noch aus Echtheitsbefürwortern bestehende STURP schloss sich in seinem Abschlussbericht J. Heller und A. Adler an. W. McCrone erhielt Unterstützung von anderen Echtheitsskeptikern wie dem Petrologen Steven Schafersman, aber auch zahlreichen der Echtheitsdiskussion ansonsten eher fernstehenden Personen wie etwa Linus Pauling. Im Jahr 2000 erhielt McCrone den National Award in Analytical Chemistry der American Chemical Society; in der Antragsschrift wurde Bezug auf seine Arbeiten zum Turiner Grabtuch genommen. Starke Unterstützung erhielt die Schlussfolgerung McCrones aus seinen Resultaten, dass das Tuch mittelalterlichen Ursprungs sei, aber auch durch die 1988 durchgeführte Radiokohlenstoffdatierung, die das Tuch zwischen 1260 und 1390 n. Chr. datierte.
Den weiteren Internationalen Kongressen zum Grabtuch und den zugehörigen Publikationen werden ein „deprimierendes Verhältnis betreffend faktischen Informationen und religiösen Interpretationen“ (H. Gove) nachgesagt sowie der eingeschränkte und selektive Zugang für Wissenschaftler zum Grabtuch beziehungsweise genommenen Grabtuchproben kritisiert. Den verbleibenden Mitgliedern von STURP wird vorgeworfen, dass viele Mitglieder mehr religiös als wissenschaftlich motiviert seien und einige gleichzeitig Mitglied der katholischen „Gilde des Heiligen Grabtuches“ (englisch: Holy Shroud Guild) sind. Einer der vehementesten Kritiker von STURP ist S. Schafersman, welcher deren Arbeiten weitgehend als „Pseudowissenschaft“ einstuft. W. McCrone beklagte den starken Druck aus den Reihen des Turin Sindonological Centers, dem er ausgesetzt gewesen sei, und auf welchen er auch die Distanzierung von S. Curto und N. Gabrielli von ihren Aussagen im Expertenbericht von 1976 zurückführt. Echtheitsbefürworter kontern auf diese Vorwürfe ihrerseits mit dem Vorwurf der Voreingenommenheit in Richtung der Skeptiker.

### Mögliche Entstehungsweisen des Bildes

#### Überblick über Erklärungsversuche
Es muss zwischen der eigentlichen Abbildung eines Gekreuzigten und den Abbildungen der Blutflecken unterschieden werden. Die chemischen Beschaffenheiten der Abbildungen sind umstritten. Echtheitsbefürworter gehen heute überwiegend davon aus, dass die Gekreuzigten-Abbildung durch Dehydration und damit Verfärbung der obersten Faserschicht erklärt werden könne und die Substanz der Blutabbildungen echtes Blut sei, welches das Tuch durchdrungen habe. Dies ist deutlich im Widerspruch zu den Ergebnissen von Walter C. McCrone, der als einziger Mikroskopiker in der Forschungsgruppe lichtmikroskopisch Ockerpigmente in Bereichen der Körperabbildung und der Blutfleckabbildung sowie zusätzlich Zinnober-Pigmente in Bereichen der Blutfleckabbildungen nachwies und fotografierte. Vergleichsversuche mit Eigenblut ergaben ein völlig anderes Resultat, als auf dem Tuch zu sehen.
Auch wenn es sich um ein Gemälde handeln sollte, ist die Entstehung und Maltechnik des Bildes auf dem Tuch nach wie vor rätselhaft. Aufgrund der Qualität der Abbildung und ihrer besonderen Eigenschaften hat sie sehr große Kunstfertigkeiten verlangt. Es gibt viele Erklärungsversuche für die Herstellung des Bildes:
- Kontaktabdruck: Körper/Vorlage war in Tuch gehüllt. An Stellen mit direktem Kontakt entstand eine Verfärbung, ausgelöst beispielsweise durch Wärme, chemische Reaktionen, auf Körper/Vorlage aufgebrachtes Pulver oder Farbpigmente.
- Distanzwirkung: Körper/Vorlage war in Tuch gehüllt. Verfärbung tritt nicht nur an Stellen mit direktem Kontakt ein, sondern kann noch in einer gewissen Distanz von einigen Zentimetern zwischen Tuch und Körper beziehungsweise Vorlage eintreten. Als Verfärbungsmechanismen wurden beispielsweise elektromagnetische Wellen, Radioaktivität, Diffusion oder elektrostatische Entladung vorgeschlagen.
- Malerei durch einen Künstler.
- Hybrid-Mechanismen: Mischung aus mehreren der obigen Mechanismen (Beispiel: Flachreliefabdruck, bei dem das Tuch nicht direkt mit der eigentlichen Vorlage in Kontakt kommt, sondern nur mit einem nach dieser Vorlage gestalteten Flachrelief).

Die Entstehungsmöglichkeiten wurden von J. P. Jackson und anderen untersucht. Kriterien, nach denen sie die unterschiedlichen Methoden beurteilten, waren hauptsächlich die Schärfe der Abbildung und eine von ihnen beobachtete Dreidimensionalität der Grabtuchabbildung. Diese letzte Forderung wurde aufgestellt, da aus der Umsetzung der örtlichen Stärke des Grabtuchbildes in ein Höhenrelief ein recht realistisch aussehendes Körperrelief erzeugt werden konnte. Nach diesen Untersuchungen kann keine dieser obigen Methoden die Eigenschaften der Grabtuchabbildung befriedigend beschreiben. Distanzwirkungstheorien können zwar die dreidimensionalen Informationen gut erklären, da die örtliche Stärke der produzierten Abbildungen mit der erwarteten Entfernung eines Leintuches vom Körper an der jeweiligen Stelle korreliert, wenn dieses Leintuch den Körper umhüllt. Allerdings produzieren Distanzwirkungsmethoden generell nur unscharfe Bilder. Kontaktabdruck-Methoden und Malerei wären zwar in der Lage, scharfe Abbildungen zu produzieren, können aber die dreidimensionale Information nicht erklären. Auch Hybrid-Mechanismen konnten nicht alle geforderten Kriterien erfüllen, obwohl Flachreliefabdrucke im Vergleich zu den anderen Methoden den geforderten Kriterien noch am nächsten kamen.
Ein weiterer wichtiger Einwand gegen eine Abbildung (in sämtlichen Details) eines realen menschlichen Körpers durch direkten Kontakt ist die Tatsache, dass das Abbild kaum verzerrt ist, obwohl eine starke Verzerrung aufgrund der Topologie eines menschlichen Kopfes in jedem Fall zu erwarten wäre, ähnlich wie eine zweidimensionale Karte auch nur ein verzerrtes Bild der Erde liefert. Vielmehr stellt die Abbildung eine Projektion dar, was die These einer künstlerischen Fälschung mittels fotografischer Techniken vermuten lässt. Ein „Lichtblitz“ bei der Auferstehung kann die unverzerrte und scharfe Projektion nur schwer oder überhaupt nicht erklären. Je nachdem, ob man sich den Lichtblitz von einer Punktquelle innerhalb des Körpers oder ausgedehnt diffus von der Körperoberfläche ausgehend vorstellt, sollten entweder die weiter von der Punktquelle wegliegenden Körperteile verzerrt sein oder, bei ausgedehnter Quelle, die Abbildung eher unscharf und verschwommen sein.

#### Malerei
Vertreten wurde die Malerei-Hypothese unter anderem von W. McCrone. Aufgrund seiner Forschungen zum Grabtuch kam er zu dem Ergebnis, dass das Grabtuch eine um 1355 entstandene Malerei für eine neue Kirche sei, welche ein attraktives Relikt benötigte, um Pilger anzuziehen. Nach McCrone wird die Technik, mit der das Bild gemalt wurde, bereits in einem 1847 von C. L. Eastlake geschriebenen Buch Methods and Materials of Painting of the Great Schools and Masters (neuaufgelegt in New York 1960) beschrieben. C. L. Eastlake beschreibt in einem Kapitel über mittelalterliche Maltechniken Practice of Painting Generally During the XIVth Century eine spezielle Technik der Leinenmalerei mit Temperafarbe, welche Abbildungen mit ungewöhnlichen transparenten Eigenschaften erzeugt, die nach W. McCrone der Grabtuchabbildung gleichen. Aus dem 14. Jahrhundert sind zudem weitere künstlerisch gestaltete Grabtücher bekannt.

#### Flachrelief
Die Flachrelief-Technik wird zum Beispiel von Jacques di Costanzo oder auch Joe Nickell vertreten.

#### Fotografieähnliche Methode
Ein Erklärungsversuch durch eine fotografieähnliche Methode wird heute hauptsächlich vom Kunsthistoriker Nicolas Allen vertreten. In einer Testreihe mit einem lichtdichten Raum (einer Art Camera Obscura), in deren Apertur (Öffnung) eine einfache neuzeitliche Linse aus Quarz optischer Qualität angebracht war, und mit Silbernitrat-Lösung getränkten Leinentüchern konnte er bei mehrtägiger Belichtungszeit Bilder von Statuen auf Leinentüchern erzeugen, die dem Bildnis auf dem Turiner Grabtuch ähneln und wie bei diesem durch Ausbleichung der äußeren Faserschichten zustande kommen. Die so erzeugten Bilder haben die nötige Schärfe, um das Grabtuchbild zu erklären, und beinhalten auch die von J. P. Jackson und anderen (1984) geforderten dreidimensionalen Informationen. Wesentlich für das Entstehen dieser Dreidimensionalität ist die mehrtägige Belichtungsdauer, wodurch die Belichtungsverhältnisse durch die Sonne sich während der Belichtung stark verändern. Ursprünglich hatte J. P. Jackson eine fotografische Methode aufgrund der fehlenden Dreidimensionalität ausgeschlossen, wobei er allerdings eine moderne Kamera benutzte. Der Unterschied ist, dass sich die Belichtungsverhältnisse während der kurzen Belichtungszeit einer modernen Kamera nicht ändern.
N. Allen begründet seine Hypothese damit, dass die notwendigen Materialien und prinzipiellen Grundkenntnisse für eine einfache fotografische Methode zur Zeit des mittelalterlichen erstmaligen gesicherten Auftauchens des Tuches bekannt gewesen seien. Das Prinzip der Camera Obscura war zu dieser Zeit längst bekannt, und ebenso war Silbernitrat (früher oft Höllenstein genannt und medizinisch verwendet) erhältlich. Die Lichtempfindlichkeit einiger Substanzen ist seit Jahrtausenden bekannt, etwa die des Farbstoffs Purpur. Albertus Magnus (1200–1280) erwähnt in seinen Aufzeichnungen, dass auf der Haut aufgetragenes Silbernitrat sich verfärbt. Aus Bergkristall geschliffene Linsen wurden zu dieser Zeit beispielsweise als Lesesteine verwendet, und das Prinzip der Linse wurde auch spätestens seit dem 13. Jahrhundert für Brillen benutzt. Auf das 11./12. Jahrhundert datierte Linsen, welche zum Teil eine Qualität aufweisen, die der von modernen Linsen gleicht, wurden in Gotland gefunden (Visby-Linsen).
Eingewendet wird hier vor allem, dass bei einem menschlichen Körper nach Tagen an der Sonne zu schnell die Verwesung einsetzen würde. Verwiesen wird zudem auf die Resultate von A. Adler, dass unterhalb einer Blut-Abbildung keine Verfärbung der Fasern und damit keine Körperabbildung vorhanden ist, so dass die Körperabbildung erst nach der des Blutes entstanden sei. Allerdings ist es nicht wesentlich für N. Allens Methode, echte menschliche Körper zu verwenden – es könnten auch Statuen verwendet werden, so wie N. Allen es in seinen Versuchen tat – und A. Adlers Resultate bezüglich des Vorhandenseins von Blut sind hoch umstritten.

### Radiokohlenstoffdatierung von 1988
Die Radiokohlenstoffdatierung wurde 1988 zur Ermittlung des Alters herangezogen. Am linken Eckrand des Grabtuches, in unmittelbarer Nähe eines 7,5 cm breiten, angenähten Seitenstreifens, wurde eine 10 mm × 70 mm große Probe entnommen. Die geteilte Probe wurde von drei unabhängigen Instituten mit 95 Prozent Konfidenz (Vertrauensintervall) auf die Zeit zwischen 1260 und 1390 n. Chr. datiert, wobei der Mittelwert 1325 n. Chr. als wahrscheinlichster Wert angegeben wurde. In diese Zeit fällt die älteste gesicherte Erwähnung des Grabtuches im Jahr 1357.

#### Vorgeschichte
Wichtige Voraussetzung der Datierung von 1988 war die Entwicklung und Anwendung der Beschleunigermassenspektrometrie als neuartige Methode zur Datierung mittels Radiokarbon. Erst diese neue Messtechnik verkleinerte die Probenmenge so, dass ein verhältnismäßig kleines Probenstück des Turiner Grabtuches reichte. Eine Untersuchung im Jahr 1983 an drei Textilproben bekannten Alters, koordiniert durch das Britische Museum, hatte die Durchführbarkeit der geplanten Untersuchung am Turiner Grabtuch bestätigt.
Auf einer Konferenz im Jahre 1986 in Turin wurde von sieben Radiokohlenstofflaboratorien ein Protokoll zur Probenentnahme und Datierung des Turiner Grabtuches vorgeschlagen. Vorgesehen war darin die Probenentnahme an mehreren Stellen des Grabtuches und die Datierung durch die sieben Laboratorien. Der Erzbischof von Turin, als Vertreter des Heiligen Stuhls, wählte drei der Laboratorien (University of Arizona, Oxford University, Eidgenössische Technische Hochschule in Zürich) aus. Weitere Veränderungen am endgültigen Protokoll betrafen die Probenentnahme; statt Proben von mehreren Stellen wurden nach dem neuen Protokoll alle Proben von derselben Stelle des Grabtuches entnommen.

#### Probenentnahme, Messung und Resultate
Die Probenentnahme fand in der Sakristei der Turiner Kathedrale am 21. April 1988 statt. Anwesend waren der Turiner Erzbischof Ballestrero und sein wissenschaftlicher Berater Gonella, ein Vertreter des Britischen Museums (Tite), Vertreter der Radiokarbonlaboratorien, zwei Textilexperten und G. Riggi, welcher die Probe entnahm. Ein etwa 10 × 70 mm großer Streifen wurde in der Nähe einer Stelle entnommen, an der bereits 1973 eine Probe entnommen worden war. Dabei wurde darauf geachtet, dass an dieser Stelle keine Flicken oder verkohlte Stellen vorhanden waren. Dieser Streifen wurde in drei Proben aufgeteilt, jede etwa 50 mg. Der Erzbischof, sein wissenschaftlicher Berater und der Vertreter des Britischen Museums verpackten sie zusammen mit Kontrollproben einzeln in verschiedene Behälter. Bis auf die Verpackung wurde die komplette Probenentnahme durch Video- und Fotoaufnahmen dokumentiert. Obwohl die Laboratorien nicht erfuhren, welche Behälter die Grabtuchproben und welche die Kontrollproben enthielten, notierten sie in ihrer späteren Veröffentlichung, dass die Grabtuch-Proben durch das drei-zu-eins Fischgrät-Webmuster eindeutig identifizierbar waren.
Da das Grabtuch mehreren möglichen Kontaminationsquellen (Schmutz, Rauch) ausgesetzt war, wurde besonders Wert auf die Vorbehandlung der Proben gelegt. Alle Laboratorien untersuchten ihre Proben mikroskopisch, um Verschmutzungen zu identifizieren und zu entfernen. Die einzelnen Laboratorien zerteilten ihre Proben weiter in mehrere Teilproben und behandelten diese mit jeweils verschiedenen chemischen und mechanischen Reinigungsverfahren.
Die gereinigten Proben wurden verbrannt, das entstandene Kohlendioxid in Graphit-Pellets umgewandelt und der Messung mittels Beschleunigermassenspektrometrie zugeführt. Das British Museum Research Laboratory erhielt die Ergebnisse zur statistischen Analyse. Publiziert wurden die Resultate in einem Fachartikel im Journal Nature. Die Autoren des Nature-Artikels notieren, dass die Streuung der Messwerte zwischen den drei Radiokohlenstofflaboratorien etwas größer ist, als es zu erwarten wäre, wenn nur rein statistische Streuung als experimentelle Fehlerursache in Betracht gezogen würde. Eine eingehende Untersuchung der Statistik der Radiokohlenstoffresultate des Turiner Grabtuches durch J. A. Christen führte jedoch zum Resultat, dass das ermittelte Radiokohlenstoffalter aus statistischer Sicht korrekt ist. Die Messwerte der mit unterschiedlichen Reinigungsprozeduren behandelten Teilproben der jeweiligen Laboratorien zeigten keine signifikante Abweichung der Messresultate von den anderen Teilproben desselben Labors, allgemein ein starkes Argument gegen eine signifikante Verfälschung eines Radiokarbonalters durch Kontamination.
| Probe | Oxford       | Zürich       | Arizona      |
| --- | ------------ | ------------ | ------------ |
| Turiner Grabtuch | 1200 n. Chr. | 1274 n. Chr. | 1304 n. Chr. |
| Kontrollprobe (Fäden, 1290–1310 n. Chr.)                                                                                      | 1195 n. Chr. | 1265 n. Chr. | 1228 n. Chr. |
| Kontrollprobe (Leintuch, 11./12. Jhd. n. Chr.)                                                                                | 1010 n. Chr. | 1009 n. Chr. | 1023 n. Chr. |
| Kontrollprobe (Leintuch, 1. Jhd. v. Chr.–1. Jhd. n. Chr.)                                                                     | 30 v. Chr.   | 10 n. Chr.   | 45 v. Chr.   |
| Berechnete Entstehungszeit nach der Radiokohlenstoffdatierung. Jedes Labor erhielt auch drei Kontrollproben bekannten Alters. |              |              |              |

#### Bedeutung
Die Radiokohlenstoffdatierung des Grabtuches war in mehrerlei Hinsicht sehr bedeutend. Zum einen trug es in der breiten Öffentlichkeit zum Bekanntwerden der Möglichkeiten der neuartigen Radiokarbondatierung mittels Beschleunigermassenspektrometrie bei. Zum anderen wird weithin akzeptiert, dass die Veröffentlichung des Resultates in der Zeitschrift Nature die Erforschung des Turiner Grabtuches im Wesentlichen abschloss. Die katholische Kirche spricht nicht mehr von einer Reliquie (etwas Echtes), sondern von einer Ikone (ein Kunstwerk), und lässt seit 1988 keine Forschung am Tuch selbst mehr zu. Dennoch wurden seither Artikel und Bücher veröffentlicht, die die Echtheit des Tuches behaupten bzw. diese voraussetzen. Auch die Umstände und Ergebnisse des C14-Tests wurden hinterfragt.
Nach wie vor werden von Befürwortern der Authentizität des Turiner Grabtuches Einwände gegen die Gültigkeit der Datierung erhoben. Meist wird auf eine mögliche unentdeckte Kontamination oder Nichtrepräsentativität der Probenentnahmestelle verwiesen. Aufgrund des großen Unterschieds zwischen dem gemessenen Alter und einem Alter, wie es für eine Authentizität des Grabtuches notwendig wäre, sind Szenarien, die einem Grabtuch aus dem 1. Jahrhundert ein scheinbares Radiokarbonalter im 13./14. Jahrhundert verleihen würden, kaum denkbar. Die Proben waren vor der Datierung mit mehreren Verfahren sorgfältig gereinigt worden, um alle Verschmutzungen zu entfernen. Dabei müsste eine im 16. Jahrhundert entstandene Verschmutzung etwa 70 % der Masse des Tuchs ausmachen, um die Datierung eines Stoffs aus dem 1. Jahrhundert zum gemessenen Alter hin zu verschieben. Unter anderem Harry Gove, einer der Hauptinitiatoren der Grabtuchdatierung und bedeutender Vertreter der Methode, verteidigte die Gültigkeit der Datierung und kommt zu dem Schluss, dass das Tuch keine Reliquie sei, sondern von einem Künstler als Ikone hergestellt worden war.

#### Hypothesen, die eine Verfälschung des Radiokarbonalters behaupten

##### Abweichende Datierung durch Lignin-Vanillin-Zerfall
R. Rogers, der bereits Mitglied des STURP-Teams von 1978 war, glaubte anhand unterschiedlicher Vanillin-Konzentrationen in verschiedenen Tuchbereichen zeigen zu können, dass die Radiokarbonprobe nicht repräsentativ für das Grabtuch sei. Rogers schließt daraus, dass im Mittelalter kunstvoll ein Flicken durch „invisible reweaving“ in das Originaltuch eingewebt worden sei, der bei der Entnahme der Proben als solcher nicht erkannt wurde, und daher versehentlich das Alter einer gestopften Stelle gemessen wurde. Für das Alter des Tuches gab er aufgrund der Vanillin-Konzentration einen Bereich von 1300 bis 3000 Jahren an. Diese Hypothese baut auf ähnlichen Hypothesen von M. S. Benford auf, welcher aufgrund von Analysen von STURP-Daten aus dem Jahre 1978 die These aufstellte, dass die Probenstelle nicht repräsentativ gewesen sei.
Allerdings hat die neue Datierung einige schwerwiegende Schwächen (siehe hierzu): Das mit dieser Methode datierte Alter hängt stark von der Umgebungstemperatur ab (deshalb der sehr große Bereich von 1300 bis 3000 Jahren), insbesondere können kurze Zeiten mit hohen Temperaturen das gemessene Alter sehr stark erhöhen. Zum anderen ist dies bisher der einzige bekannte Datierungsversuch mittels Vanillin; eine Methodenvalidierung und Kalibrierung der Methode mit anderen Proben bekannten Alters wie für die Radiokohlenstoffmethode wurde nicht vorgenommen.
Auch das „invisible reweaving“, das sowohl Rogers als auch Benfords Hypothesen voraussetzen, wird als äußerst unplausibel angesehen, da selbst mit heutigen Mitteln eine solche Restaurierung ohne Hinterlassung sichtbarer Spuren nicht möglich ist. Abgesehen von der Schwierigkeit, eine unsichtbare Naht herzustellen, hätte auch ein optisch und haptisch vom Original nicht unterscheidbares Stück Stoff zur Einarbeitung zur Verfügung stehen müssen. Nach der Textilexpertin Mechthild Flury-Lemberg, welche 2002 für die Restaurierung des Grabtuchs verantwortlich war, wurde der Ausdruck „invisible reweaving“ als Versprechen für die Kunden von heutigen Restaurierungsunternehmen kreiert; Experten würden eine mit dieser Technik restaurierte Stelle jedoch mit Sicherheit auch mit dem bloßen Auge als ausgebessert erkennen. Die Webstruktur des Grabtuches ist nach ihren Angaben zusammenhängend und unangetastet, und zwar auch an den Ecken, wo die Proben entnommen wurden. Es stellt sich zudem die Frage, wieso diese anspruchsvolle Technik des „invisible reweaving“, wenn sie schon zur Verfügung stand, nur für die Reparatur unwichtiger und gar nicht stärker beschädigter Stellen am Rand des Tuchs angewendet wurde und nicht auch bei den schweren Brandlöchern, die nur notdürftig mit Flicken zusammengenäht wurden.
Laut einem 2015 veröffentlichten Editorial in Thermochimica Acta bezüglich R. Rogers Artikel zeigt eine nähere Analyse der von Rogers erhaltenen Massenspektren eine Kontaminierung in den verwendeten Proben auf. Bei deren Berücksichtigung verschwinden die Unterschiede der Resultate für die Vanillin-Konzentrationen in den verschiedenen Tuchbereichen. Die Autoren kommen zu dem Schluss, dass die „pseudowissenschaftliche Theorie“, nach der die zur Radiokarbonanalyse verwendete Probe von einem im Mittelalter durch „invisible reweaving“ eingewebten Flicken kommt, nicht durch Rogers Daten unterstützt werde.

##### Verunreinigung durch Bakterien und Pilze
Wieder andere nehmen einen Einfluss von Bakterien und Pilzen an, die – nach L. A. Garza-Valdes – durch eine Schutzschicht den Verfall des Tuches verhindert und die Verteilung der Isotope beeinflusst hätten. Die benötigte Kontamination, um einen so großen Fehler von 1300 Jahren durch Verunreinigung gemäß Garza-Valdes zu erzeugen, liegt selbst im günstigsten Fall, wenn die Kontamination durch Mikroorganismen erst im 20. Jahrhundert entstanden wäre und nur aus phototrophen Bakterien bestehen würde (also Bakterien, die ihren Kohlenstoffbedarf durch Photosynthese aus dem Kohlendioxid der Luft decken würden), bei 66 Prozent und ist relativ unwahrscheinlich. Nach L. A. Garza-Valdes sind die Bakterien und Pilze aber auch für das Zustandekommen des Bildes verantwortlich. Demnach müssen diese schon im 14. Jahrhundert vorhanden gewesen sein, und die benötigte Kontamination müsste dementsprechend viel höher als 66 Prozent sein. Außerdem kann eine solche Kontamination nur durch phototrophe Bakterien entstehen, welche Kohlendioxid aus der Luft aufnehmen und somit das Radiokarbonalter des Tuches verfälschen. Dazu ist aber Licht nötig, und diese Art der Kontamination kann für den Zeitraum, in dem das Tuch in einem Behälter aufbewahrt wurde, ausgeschlossen werden. Es ist wahrscheinlicher, dass die Mikroorganismen chemotroph sind und sich von dem Grabtuch selbst ernährten und somit das Radiokarbonalter nicht verfälschten. Zudem haben neuere Untersuchungen das Vorhandensein einer solchen biologischen Schicht widerlegt.

##### Feuer von 1532 – Isotopenaustausch durch Erhitzung
Einige Anhänger einer Frühdatierung behaupten, dass das Feuer von 1532 die Ergebnisse der Datierung verfälscht habe. Solche Behauptungen, speziell, dass durch das Feuer verursachter Isotopenaustausch das Radiokarbonalter verfälscht habe, wurden in Publikationen von Dmitri Kusnezow und anderen vertreten. Diese Behauptungen wurden von den Vertretern der Radiokarbonlabors umgehend als inkorrekt und in von den Radiokarbonlabors durchgeführten Tests als nicht reproduzierbar zurückgewiesen. Zudem haben sich die Arbeiten von Dmitri Kusnezow und anderen nach Überprüfung durch Gian Marco Rinaldi als wissenschaftlich unseriös erwiesen.

##### Verschwörungstheorien
Einige Verschwörungstheorien behaupten, dass eine absichtliche Vertauschung der Radiokarbonproben vor der Datierung durch an der Probenentnahme beteiligte Personen stattgefunden habe. Meist wird hier auf die nicht durch Video- oder Fotoaufnahmen dokumentierte Verpackung und Verteilung der Proben durch M. Tite vom British Museum und Kardinal Ballestrero verwiesen. Diese These wurde beispielsweise 1990 in einem Buch des Theologen Werner Bulst vertreten, einem Authentizitätsbefürworter, der über mehrere Jahrzehnte an den Forschungen zum Grabtuch beteiligt war. Verbreitet wurde diese Verschwörungstheorie auch durch eine 1991 gratis verteilte Ausgabe des Journals Catholic Counter-Reformation in the XXth Century, herausgegeben von einer ultrakonservativen katholischen, hauptsächlich in Frankreich lokalisierten Organisation, welche in einer Anzahl von Punkten in Opposition zum Vatikan steht. Weiterhin wurde diese These 1992 in verschiedenen Büchern von Holger Kersten und Elmar R. Gruber und dem Theologen Karl Herbst aufgegriffen, welche darin ihre These vertraten, dass Jesus die Kreuzigung überlebt habe.
Widersprochen wird dieser Verschwörungsthese nicht nur von an der Datierung aktiv beteiligten Instituten, sondern auch vom prominenten Authentizitätsbefürworter Ian Wilson. Wilson verweist auf seine persönliche Bekanntschaft mit den beteiligten Personen wie Tite, bezeugt deren Integrität und betont, dass er solchen Unterstellungen strengstens widerspreche. H. Gove vermutete, dass die Änderung des Protokolls durch die Kirche, besonders die Reduzierung der Probenentnahme auf einen einzigen Ort anstelle der drei ursprünglich vorgesehenen Entnahmestellen, mit der Absicht erfolgt sei, im Falle eines betreffend der Echtheit negativen Radiokarbon-Resultats den Authentizitätsbefürwortern einen Angriffspunkt gegen die Datierung zu liefern.

##### Neutronenhypothese
Auch wurde die Hypothese aufgestellt, dass durch die Auferstehung eine große Zahl von Neutronen erzeugt worden sei, die den C-14-Anteil im Tuch erhöht habe. Diese These wird jedoch von Fachwissenschaftlern wegen des übernatürlichen Faktors der Auferstehung abgelehnt. Zudem wäre neben einem Wunder auch noch ein extrem großer Zufall nötig, um genau die richtige Menge an C-14 zu erzeugen, deren Messung das Alter der gesicherten Ersterwähnung des Grabtuches als Ergebnis hat.

## Weitere Untersuchungen und Deutungen
Folgende Eigenschaften des Grabtuchs gelten als einzigartig:
- Die Abbildung ist nach Helligkeitsparametern ein Negativ. Das äußert sich darin, dass die Grabtuchabbildung im fotografischen Negativ realistischer erscheint als beim Anblick im Original. Trotzdem zeigt sich, dass die Abbildung – überträgt man die lokalen Helligkeitsparameter des Negativs in ein Höhenrelief – eine Dreidimensionalität aufweist, welche von einem typischen fotografischen Negativ einer modernen Kamera mit kurzer Belichtungszeit abweicht. Andererseits wurden modifizierte fotografische Techniken mit sehr langer Belichtungszeit vorgeschlagen, welche eine solche Dreidimensionalität erzeugen können. Auch andere Erklärungen wurden vorgeschlagen; nach dem italienischen Informatikprofessor Nello Balossino weisen experimentgestützte Kontaktbilder, das heißt Bilder, die durch das Auflegen eines Tuches auf einen Körper oder ein Gesicht entstehen, dreidimensionale Informationen auf.[56] Auch durch Kontaktabdrücke von einem Flachrelief lassen sich gemäß Jacques di Costanzo[57] Abbildungen mit der Grabtuch-typischen Dreidimensionalität herstellen.
- Vergleich mit dem Bild einer realen Maske:

Die Abbildung ist weitestgehend verzerrungsfrei nach Art einer fotografischen Projektion auf eine plane Fläche. Trotzdem zeigt sie die Vorder- und Rückseite der abgebildeten Person in voller und identischer Größe. Dies ist insofern bedeutend für die Erklärung der Entstehung des Bildes, als oft argumentiert wird, dass beim Abdruck einer normalen dreidimensionalen Statue oder eines echten Menschen Verzerrungen die Folge sind, die bei dem Abbild auf dem Tuch nur in wenigen Details, im Gesicht aber praktisch gar nicht vorhanden sind.
- Die Abbildung zeigt einen nach der Art Jesu gekreuzigten Mann mit Spuren von Geißelung, Dornenkrönung, Annagelung und Brustöffnung. Auffällig ist jedoch, dass die Details, von der christlichen Ikonografie abweichend, mit den Ergebnissen moderner archäologischer Forschung übereinstimmen: Die Spuren der Dornenkrone ergeben keinen Kranz, sondern eine Haube (im Orient war die Königshaube üblich und eine kranzförmige Königskrone unüblich); die Hände erscheinen nicht in der Fläche, sondern an der Wurzel durchbohrt; die Beine müssten am Kreuz seitlich angewinkelt, nicht ausgestreckt gewesen sein.[59]

### Art der Kreuzigung
Oft wird argumentiert, dass die auf dem Grabtuch erkennbaren akkuraten Details einer Kreuzigung einem Künstler des Mittelalters unbekannt waren. Beispielsweise wurden nicht, wie in fast sämtlichen bildlichen Darstellungen zu sehen, die Handflächen durchschlagen, sondern die Handgelenke. Diese Erkenntnis geht auf den französischen Mediziner Pierre Barbet zurück, der in den 1930er-Jahren entsprechende Versuche mit Leichen und Berechnungen durchgeführt hat. Der Pathologe F. T. Zugibe publizierte allerdings 1995 eine Arbeit, in der er einige Irrtümer in P. Barbets Arbeit aufzeigte und zu dem Schluss kam, dass die Nägel wahrscheinlich doch durch die obere Hälfte der Handfläche getrieben wurden und nicht durch den Destot-Raum in der Handwurzel, wie von Barbet behauptet. Die Daumenseite der Handwurzel kann nach Zugibe aber nicht ganz ausgeschlossen werden. Erst seit dem Fund des Gekreuzigten von Giv'at ha-Mivtar 1968 steht ein Sachzeugnis für die Technik der antiken Kreuzigung zur Verfügung. Die Kreuzigungsstrafe wurde im nordwestlichen Europa im Mittelalter nicht angewendet, im Osten gab es Kreuzigungen und körperliche Bestrafungen, wie sie Jesus erfuhr, jedoch bis weit ins Mittelalter hinein. Erfahrungen mit diesen damals noch vollzogenen Strafen zusammen mit der Beschreibung der Leiden Jesu in den Evangelien sollte es dem Grabtuchforscher Noel Currer-Briggs zufolge einem Künstler im Mittelalter ermöglicht haben, die Grabtuchabbildung detailgetreu anzufertigen, ohne tatsächlich ein Opfer dafür zu kreuzigen. Auch Selbstkreuzigungen und Selbstverletzungen aus Frömmigkeitsgründen (Stigmatisationen) sind im Mittelalter vor allem seit Beginn des 13. Jahrhunderts in Westeuropa häufiger bezeugt.

### Bild auf der Rückseite
Im April 2004 entdeckten Forscher von der Universität Padua ein sehr schwaches und viel weniger detailliertes Bild auf der Rückseite des Tuches, bestehend nur aus dem etwas unschärferen Gesicht und den Händen. Keine anderen Details sind sichtbar. Wie das Bild auf der Vorderseite ist es gleichfalls das Resultat der Einfärbung nur der äußersten Fasern des Gewebes, und seine Darstellung ist akkurat mit der vorderen Seite abgeglichen. Zu dieser Entdeckung kam es bei der Auswertung von Fotografien, die 2002 aufgenommen wurden, als während der Restaurierung des Turiner Grabtuches nicht nur die 30 Stoffflicken, welche die Brandlöcher überdeckten, sondern auch das auf die Rückseite genähte sogenannte Holland-Leinentuch nach fast 500 Jahren entfernt wurde.

### Antike Schriftzeichen?
1997 wollen die Wissenschaftler André Marion und Anne-Laure Courage unter anderem mittels digitaler Verstärkung von Farbvariationen auf der Grabtuchoberfläche am Computer Inschriften neben dem Antlitz sichtbar gemacht haben. Es handelt sich um etwa einen Zentimeter große griechische und lateinische Buchstaben. An der rechten Kopfhälfte steht „ΨΣ ΚΙΑ“. Diese Aufschrift wird interpretiert als „ΟΨ ΣΚΙΑ“ (ops = Kopf; skia = Schatten). Auf der linken Seite sollen die Aufschriften „INSCE“ (interpretiert als „inscendat“ = er möge hinaufsteigen) oder „IN NECE“ („in necem ibis“ = du wirst in den Tod gehen) und „ΝΝΑΖΑΡΕΝΝΟΣ“ (falsch geschrieben „der Nazarener“ auf Griechisch) erkennbar sein, weiter unten „HΣOY“ (Genitiv von „Jesus“, der erste Buchstabe fehlt). André Marion selbst hat keine paläographischen Untersuchungen durchgeführt, erwähnt aber in seinem oben zitierten Artikel in der abschließenden Zusammenfassung kurz und recht allgemein und vorsichtig formuliert, einige Paläographen würden die Zeichen eher vor das Mittelalter ansetzen. Er gibt aber weder Namen der Paläographen an noch sonst irgendeinen Hinweis darauf, wie sie zu ihren Schlüssen gelangen, womit die Behauptung als letztlich unbelegt einzustufen ist.
Im November 2009 behauptete die vatikanische Historikerin Barbara Frale, einen fast unsichtbaren Text auf dem Grabtuch entdeckt und entziffert zu haben, der Jesus von Nazaret und Tiberius namentlich erwähne.

### Münzen auf den Augen?

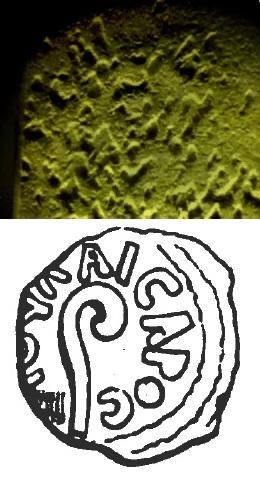
Münze, deren Muster im rechten Auge des Antlitzes wiedererkennbar sein soll (nach: A. Whanger, 1998). Oben der entsprechende Bildausschnitt, darunter die Münze (Zeichnung: F. W. Madden, 1864).

Nach Ansicht einiger Sindonologen waren dem Leichnam des Grabtuches Münzen auf die Augen gelegt worden, in hellenistischer Zeit eine weitverbreitete Begräbnissitte. Unter Berufung auf Ausgrabungsfunde der Archäologin Rachel Hachlili sei dies nach Ansicht dieser Sindonologen auch für Palästina belegt, wobei Hachlili selbst allerdings dieser Deutung ihrer Funde vehement widerspricht. Der Gedanke entstand 1976 bei Bildbearbeitungsversuchen der Forscher J. Jackson und E. Jumper, beide zu diesem Zeitpunkt Forscher bei der U.S. Air Force. Beteiligt waren auch K. Stephenson von IBM und R. Mottern von den Sandia National Laboratories. Sie experimentierten mit dreidimensionaler Computergrafik und benutzten Fotografien des Grabtuchs als Versuchsobjekt. Auf der ersten 'U.S. Conference of Research on the Shroud' in 1977 berichteten sie von den dreidimensionalen Eigenschaften und möglicherweise „knopfartigen“ Objekten auf den Augen. In einem mehrere Jahre später von Jackson und Jumper zusammen mit W.Ercoline veröffentlichten Artikel im Journal Applied Optics, wo die Resultate erstmals fachwissenschaftlich publiziert und ausgewertet werden, wird zwar auf die dreidimensional Struktur der Abbildung eingegangen, aber knopfartige Objekte in den Augen werden nicht erwähnt.
Motiviert durch diese Resultate legte der amerikanische Jesuit Francis Filas vergrößerte Bilder, basierend auf einem Abzug der von Giuseppe Enrie 1931 erstellten fotografischen Originalplatten, des Tuches 1979 dem Münzspezialisten Michael Marx vor. Nach dessen Interpretation könnte es sich um den Abdruck einer Lituus-Münze handeln, die ein charakteristisches Stabsymbol zeigt und zu Lebzeiten Jesu von Pontius Pilatus in Judäa geprägt wurde. Bei den in Frage kommenden Ausgaben soll es sich um in den Jahren 29 und 30 geprägte Bronzemünzen handeln, die in numismatischen Standardwerken dargestellt sind. Filas glaubte, auch Fragmente der Münzinschrift identifizieren zu können, die aus den Worten TIBERIOY KAICAPOC („[Münze] des Kaisers Tiberius“) besteht. Laut Fillas wurden 1981 seine Beobachtungen durch weitere Untersuchungen durch 'Interpretation Systems Inc.' aus Overland Park, Kansas, untermauert, wobei auch im rechten Auge Spuren einer Münze entdeckt worden sein sollen.
Der amerikanische Psychiater Alan Whanger glich die Münzbilder, die auf den Fotografien des Grabtuchs mit bloßem Auge nicht zu erkennen sind, 1985 mithilfe einer von ihm selbst entwickelten Technik ab, indem er Abbildungen der auf dem Tuch angeblich erkennbaren Münzen durch Übereinanderlegen mit dem Foto im polarisierten Licht zur Übereinstimmung brachte. Dabei glaubte er auf dem Fotonegativ des Tuches im rechten Augenbereich vier Buchstaben zu erkennen: U C A I. Obwohl diese Buchstabenfolge auf den Lituus-Münzen gar nicht vorkommt, soll es sich nach seiner Ansicht um ein Fragment der Münzinschrift aus dem Jahr 29 handeln; zu diesem Zweck nimmt er eine hypothetische Fehlprägung an.
Whangers Beobachtungen werden von der seriösen Forschung nicht bestätigt. Gegen seine Versuche wird auch eingewandt, dass keine Gegentests mit anderen Vorlagen gemacht wurden, um auszuschließen, dass die von ihm entwickelte Methode auch mit anderen oder gar jeder beliebigen Vergleichsvorlage zu einem positiven Ergebnis führt. Die Technik von A. Whanger wird deswegen als Beispiel für schlechte Wissenschaft genannt.
Der israelische Archäologe L. Y. Rahmani bestreitet, dass es in dieser Zeit bei jüdischen Begräbnisriten, wie sie laut Bibel bei Jesu Begräbnis angewendet wurden, üblich war, den Toten Münzen in die Augen zu legen. Er hält es auch für äußerst unplausibel, dass Jesus von seinen Jüngern und Angehörigen, die allesamt fromme Juden waren, ausgerechnet nach fremdem heidnischem Brauch römische Münzen in die Augen gelegt worden sein sollen, welche zudem noch den Namen eben jenes Kaisers trugen, in dessen Namen Jesus verurteilt und brutal getötet wurde.

### Pollenuntersuchungen und angebliche Abbildungen von Pflanzen auf dem Tuch

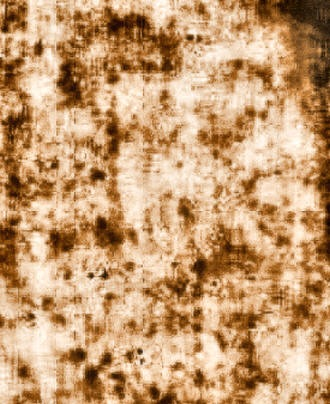
Angeblich florales Muster, in dem einige Sindonologen Abdrücke von Pflanzenresten aus dem Vorderen Orient erkennen

Pollenuntersuchungen wurden erstmals durch den Forensiker Max Frei-Sulzer, später auch durch die israelischen Botaniker Avinoam Danin und Uri Baruch durchgeführt. Diese botanischen Untersuchungen sollen Hinweise auf den Ursprungsort des Webstoffes geben. Sie beantworten weder die Frage der Authentizität noch der Entstehungszeit des Tuches, da auch ein zu späterer Zeit im Orient gefertigtes Tuch nach Europa gelangt sein kann.
Für diese Pollenuntersuchungen wurden von Frei-Sulzer durch Aufdrücken von Klebebandstreifen an verschiedenen Stellen des Grabtuchs 1973 und 1978 Partikelproben entnommen. Unter den Partikeln der 1973 genommenen Proben sollen sich knapp 50 Pflanzenpollen befinden, von denen 34 entweder in Israel (bevorzugt Jerusalem) oder der Türkei, nicht jedoch in Westeuropa vorkommen. Nach Frei-Sulzers Tod 1983 gelangten seine Proben in den Besitz der Sindonologenvereinigung ASSIST (Association of Scientists and Scholars International for the Shroud of Turin) und sollen von dort an das Grabtuchforscher-Ehepaar Mary und Alan Whanger weitergegeben worden sein. Der genaue Verbleib ist nicht bekannt. Alan Whanger will mit einer speziellen Technik Abbildungen von Pflanzen auf dem Grabtuch entdeckt haben. Gemeinsam mit den Whangers kamen 1999 auch Danim und Baruch zum Schluss, die Pollen seien durch direkten Kontakt mit den entsprechenden Pflanzen auf das Tuch gelangt, sie stammten teilweise aus der unmittelbaren Umgegend Jerusalems und aus den Pollentypen lasse sich als Kontaktzeitraum die Frühlingszeit (d. h. Ostern) erschließen.
Die Brauchbarkeit der Pollenuntersuchungen und das Vorhandensein der Pflanzenabbildung auf dem Grabtuch werden stark angezweifelt. Auf einer Konferenz von Forensik-Experten (INTER/MICRO-82) im Jahr 1982 wies Steven Schafersman auf Inkonsistenzen in Frei-Sulzers Daten sowie Diskrepanzen gegenüber den Daten vergleichbarer Klebeband-Proben hin, die ebenfalls 1978 genommen worden waren und von McCrone und anderen STURP-Mitgliedern untersucht wurden. Die Abweichungen können Schafersman zufolge nur durch Fälschung, das heißt künstliche Anreicherung von Frei-Sulzers Klebeband-Proben mit Pollen, erklärt werden. Dies mache alle auf diesen Proben basierenden Untersuchungen wertlos. Schafersman untermauert seine Anschuldigung mit Hinweisen auf eine mögliche persönliche Unzuverlässigkeit Frei-Sulzers. Er soll in der Schweiz an fehlerhaften und betrügerischen Gutachten (für die es zu gerichtlichen Verurteilungen von Kollegen kam) mitgewirkt haben und deswegen zurückgetreten sein. Das Vertrauen in die Seriosität der Arbeiten Frei-Sulzers hat auch durch seine Mitwirkung an einem falschen Gutachten zu den sogenannten Hitler-Tagebüchern gelitten.
Auch Joe Nickell vermutet eine Kontamination der Proben, unterstellt Frei-Sulzer freilich keine Absicht. Auffällig sei, dass die Mehrzahl der Klebebänder Frei-Sulzers kaum Pollen enthalten und nur ein einziges Klebeband sehr viele Pollen enthält, darüber hinaus an einer Stelle, die mit dem Tuch gar nicht in Berührung gekommen sei.
Auch die angeblichen Abbildungen von Pflanzenteilen, die Whanger gefunden haben will, werden meist als pseudowissenschaftlich beurteilt. Whanger ist kein Experte für Optik oder optische Mustererkennungstechniken. Die von ihm beschriebene Methode der Polarized Image Overlay Technique (PIOT) ist dieselbe Technik, mit der er auch römische Münzen auf den Augen der Grabtuchabbildung nachgewiesen haben will. Sie wird als unbrauchbar bezeichnet. Die behaupteten Pflanzenabbildungen sind nur äußerst schwach zu erkennen und auch anders deutbar. Stephen Epstein hat in einem Artikel über schulische Didaktik in naturwissenschaftlichen Fächern vorgeschlagen, die umstrittene Technik Whangers wegen ihrer einfachen Wiederholbarkeit im Schulunterricht zu nutzen, um Schülern anhand dieses Negativbeispiels die Wichtigkeit korrekt durchgeführter Blindtests zu demonstrieren.

### Webart des Tuches
Die Beschaffenheit des Tuches wurde 1973 im Rahmen einer italienischen Expertenkommission von dem Textilexperten Gilbert Raes untersucht. Im 1976 veröffentlichten Abschlussbericht dieser Expertenkommission (La S. Sidon: Ricerche e studi della Commissione di Esperti, Diocesi Torinese, Turin, 1976) kommt Raes zu dem Schluss:

„Am Beginn der christlichen Ära waren sowohl Baumwolle als auch Leinen im Nahen Osten bekannt. Die Webart ist nicht besonders speziell und erlaubt uns nicht, die Zeitperiode, in der es hergestellt wurde, zu bestimmen.“

und

„Auf der Basis der obigen Beobachtung können wir sagen, dass wir keine präzisen Hinweise haben, welche uns ohne einen Schatten des Zweifels erlauben würde zu schließen, dass das Gewebe nicht in die Zeit Christi zurück datierbar ist. Andererseits ist es auch nicht möglich zu bestätigen, dass das Gewebe tatsächlich in dieser Zeit gewebt wurde.“

Die Schweizer Textilspezialistin Mechthild Flury-Lemberg, die im Sommer 2002 Konservierungsarbeiten am Tuch durchführte, gibt an, dass die Webart des Tuches ein Drei-zu-eins-Fischgrätmuster ist. Fischgrätmuster sind auch aus dem Mittelalter bekannt, und Flury-Lemberg weist in einem Interview mit dem amerikanischen Fernsehsender PBS darauf hin, dass ein Drei-zu-eins-Fischgrätmuster in der Antike eine außergewöhnliche Qualität bedeutet habe, während weniger feines Leinen im ersten Jahrhundert ein Eins-zu-eins-Fischgrätmuster gehabt habe. Sie erwähnt im Interview aber auch, dass auf einer Seite des Tuches eine Naht existiere, deren Muster Ähnlichkeit zur Saumnaht eines Gewebes habe, das in der jüdischen Befestigung in Masada gefunden worden sei und welches auf die Zeit zwischen 40 v. Chr. und 73 n. Chr. datiert werde. Ihre Schlussfolgerung lautet:

„Das Leinen des Grabtuches von Turin zeigt keine Web- oder Näh-Techniken, die gegen einen Ursprung als Hochqualitäts-Produkt von Textilarbeitern im ersten Jahrhundert sprechen würden.“

Flury-Lemberg wurde bereits in den 1980er-Jahren zur Möglichkeit einer Datierung des Grabtuches durch Textilanalyse befragt. Da es aber nach ihrer Auffassung nicht möglich ist, eine seriöse Datierung allein aus einer Textilanalyse zu erzielen, legte sie sich nicht fest.
Forschern der Hebräischen Universität Jerusalem zufolge kann das Turiner Tuch aufgrund seiner komplexen Webart nicht aus der Zeit Jesu von Nazaret stammen. Sie verglichen das Tuch mit einem in einer Jerusalemer Gruft entdeckten, zeitgenössischen Grabtuch aus dem 1. Jahrhundert nach Christus, das eine erheblich einfachere Webart aufweist.

### Untersuchungen der Verletzungen und Blutflecken
Die erste Überprüfung der möglichen Blutspuren durch Serologen fand im Rahmen einer von Michele Kardinal Pellegrino veranlassten, zunächst geheim gehaltenen Untersuchung des Grabtuches im Jahre 1973 statt. Dabei wurden mehrere Nachweismethoden angewendet. Der 120 Seiten lange Abschlussbericht wurde erst 1976 veröffentlicht. Darin wird festgehalten, dass alle angewandten Nachweismethoden negative Ergebnisse hinsichtlich eines Vorhandenseins von Blut geliefert hätten.
Auch eine Untersuchung im Rahmen des STURP-Projektes durch Walter McCrone kam zu dem Ergebnis, dass kein Blut, sondern die in der Malerei verwendeten Farbpigmente Ocker und Zinnober in den Blutabbildungen des Tuches zu finden sind. John Heller und Alan Adler kamen durch chemische Tests an vergleichbaren Proben hingegen zu einem positiven Ergebnis, und das STURP-Projekt schloss sich in seinem Abschlussbericht dieser Meinung an. Der Forensiker John E. Fischer schloss sich auf einer Tagung 1983 der Meinung McCrones an, wonach die positiven Resultate von Heller und Adler auch durch organische Inhaltsstoffe und Bindemittel wie Eigelb verursacht gewesen sein können, wie sie in Temperafarbe vorkommen.
Manchmal wird behauptet, die von den Kopf- und Nagelwunden stammenden Blutflecken ließen sich in ihrer Beschaffenheit analytisch von dem mit der Seitenwunde korrespondierenden Blutrest unterscheiden, insoweit Letzterer aus postmortalem Blut, jene dagegen aus prämortalem Blut bestünden. Daneben stehen Behauptungen, die Blutflecken ließen sich näherhin als Blut der Blutgruppe AB bestimmen (Baima Bollone 1981). Diese Hypothesen werden selbst von anderen Authentizitätsbefürwortern mit großer Zurückhaltung bewertet, Skeptiker lehnen sie als unbelegt ab. Die Blutgruppenbestimmung geschah über den Redoxzustand von Eisen in den Proben und könnte ähnliche Ergebnisse hervorbringen, wenn bei der Messung nicht Blutreste, sondern eisenhaltige Farbpigmente untersucht würden. Die auf L. A. Garza-Valdes zurückgehenden Behauptungen, die Blutgruppe AB sei unter Juden besonders häufig, sind falsch. Auch Behauptungen, angeblich seien DNA-Spuren in den Blutrückständen gefunden worden (so etwa von L. A. Garza-Valdes), beruhen auf nicht autorisierten Proben und werden auch von Alan Adler als unglaubwürdig abgelehnt, der die Authentizität der vermuteten Blutrückstände im Übrigen bejaht. Auch hätte praktisch jeder, der in der Vergangenheit mit dem Tuch in Berührung kam, DNA-Spuren hinterlassen können.
Es gibt auch Hypothesen, die angeblich auf dem Tuch erkennbare Augenverletzungen zu deuten versuchen. Einer Rekonstruktion der Gesichtsverletzungen zufolge wäre an einem Auge zähflüssiger Augeninhalt, insbesondere Glaskörper ausgetreten und hätte dort indirekt die anderweitig angeführten Münzen besser sichtbar gemacht.

### Vergleich mit dem Schweißtuch von Oviedo und dem Schleier von Manoppello
Auf dem Schweißtuch von Oviedo, einer per Radiokarbonmethode auf das 7. Jahrhundert datierten angeblichen Reliquie, ist keine Abbildung zu sehen. Aus einem Vergleich der vorhandenen Blutspuren (angeblich der gleichen seltenen Blutgruppe AB) auf dem Schweißtuch mit dem entsprechenden Muster des Grabtuchs schließen Authentizitätsbefürworter, dass die Tücher denselben Kopf bedeckten. Die zahlreichen punktförmigen Wunden werden der Dornenkrone beim Tod Christi zugeschrieben. Avinoam Danin fügte dieser Untersuchung sein Ergebnis der Analyse des Blütenstaubes (siehe oben) übereinstimmend hinzu. Wenn dies den Tatsachen entspräche, stünde es in deutlichem Widerspruch zur Radiokarbondatierung beider Tücher.
Auf einem weiteren Tuch, dem Schleier von Manoppello in den italienischen Abruzzen, findet sich das Bild eines Mannes mit geöffneten Augen, dessen Gesichtsverletzungen sich mit denen der Tücher von Turin und Oviedo decken. Das Volto Santo soll einigen Befürwortern zufolge mit dem Turiner Grabtuch und dem Schweißtuch von Oviedo aus dem Grab Jesu und damit von ein und derselben Person stammen. Aufgrund einiger Ähnlichkeiten könnte der Schleier dem möglichen Hersteller des Grabtuchs auch als Vorlage gedient haben, Kritiker verweisen auf die sehr unterschiedlichen Stoffe, weitere Schweißtücher und damit verbundene Hinweise auf Reliquienfälschungen.
Die katholische Kirche spricht beim Schleier wie beim Grabtuch von Ikonen, nicht von Reliquien.

### Ist ein Leichnam oder ein lebender Mensch abgebildet?
In der populärwissenschaftlichen Literatur wird von dem Religionspädagogen H. Kersten und dem Parapsychologen E. Gruber die These vertreten, dass ein lebender Mensch in das Grabtuch eingewickelt gewesen sei, was dafür spreche, dass Jesus die Kreuzigung überlebt habe. Sie begründen ihre Behauptung damit, dass Leichen nicht wie Lebende bluten, die Blutfleckabbildung also nur durch einen lebend eingewickelten Körper entstanden sein könne. In der seriösen wissenschaftlichen Literatur spielen die Thesen von Kersten und Gruber praktisch keine Rolle.
Zwar setzt tatsächlich in der Regel bereits kurz nach dem Tod die Blutgerinnung ein, allerdings kann auch bei einem toten Körper bis zur vollständigen Gerinnung noch Blut durch eine größere Wunde austreten. Zudem ist es umstritten, ob es sich in den Blutfleckabbildungen wirklich um Blut handelt. Außerdem könnte Blut auch künstlich aufgebracht worden sein.

### Abdruckversuch von Garlaschelli
Im Jahr 2009 fertigte der italienische Chemiker Luigi Garlaschelli eine Nachbildung des Tuchs an, indem er einen mit mittelalterlichen Methoden hergestellten Leinenstoff durch Waschen und Kochen künstlich altern ließ. Er legte das Tuch über einen Freiwilligen und rieb dessen Umrisse mit einer säurehaltigen Pigmentpaste von rötlicher Farbe ab, wie sie im Mittelalter bekannt war. Nachdem die Farbstoffe etwa dreißig Minuten eingewirkt hatten, blieb ein Abbild des Freiwilligen auf dem Tuch zurück, das Garlaschelli zum Abschluss mit Blutspuren, Brandlöchern und Wasserflecken versetzte. Das Ergebnis wies eine starke Ähnlichkeit mit dem echten Grabtuch auf.

### Unrealistische Pose
Laut dem spanischen Hochschullehrer Elio Quiroga Rodriguez weist die Darstellung auf dem Tuch eine unrealistische Haltung auf: Die Hände bedecken die Geschlechtsteile, wofür es keine Beispiele bei exhumierten Leichnamen gibt: Üblicherweise fallen die Arme, der Schwerkraft folgend, an die Seite, es sei denn, sie wurden in dieser Position fixiert. Spuren fixierender Bänder fehlen aber auf dem Tuch. Außerdem ist der linke Arm der dargestellten Person sieben bis zehn Zentimeter länger als der rechte. Die züchtige Haltung der Figur beschreibt Quiroga Rodriguez als charakteristisch für die mittelalterliche katholische Ikonografie: Das lasse darauf schließen, dass die Darstellung von einem Künstler mit bestimmten Aussageabsichten angefertigt wurde.

## Ähnliche Objekte
- Heiliger Rock
- Schweißtuch der Veronika

### Bücher
- Nicholas Allen: Turin Shroud: Testament to a Lost Technology. LAP LAMBERT Academic Publishing, Saarbrücken 2017, ISBN 3-330-32531-3
- Karl Braun, Barbara Stühlmeyer: Das Turiner Grabtuch. Faszination und Fakten. Butzon & Bercker, Kevelaer 2018, ISBN 978-3-7666-2534-2.
- Andrea Nicolotti: From the Mandylion of Edessa to the Shroud of Turin. The Metamorphosis and Manipulation of a Legend (= Art and Material Culture in Medieval and Renaissance Europe, Bd. 1), Brill, 2014.[109] ISBN 978-90-04-26919-4.
- Paul Badde: Das Grabtuch von Turin. Pattloch Verlag, München 2010, ISBN 978-3-629-02261-5.
- Nello Balossino: Das Bild auf dem Turiner Grabtuch: Photographische Untersuchung und Informationsstudie. Schnell & Steiner, Regensburg 2000, ISBN 3-7954-1334-6.
- Hans Belting: Bild und Kult: eine Geschichte des Bildes vor dem Zeitalter der Kunst. Beck, München 1990, ISBN 3-406-37768-8.
- Paul-Eric Blanrue: Le Secret du Suaire – autopsie d’une escroquerie. Pygmalion, 2006.
- Werner Bulst S.J.: Betrug am Turiner Grabtuch. Der manipulierte Carbontest. Knecht, Frankfurt am Main 1990, ISBN 3-7820-0609-7 (mit kirchlicher Druckerlaubnis).
- Harry Gove: Relic, Icon or Hoax? Carbon Dating the Turin Shroud. Institute of Physics Publishing, Bristol 1996, ISBN 978-0-7503-0398-9.
- Markus von Hänsel-Hohenhausen: Vom Antlitz in der Welt. Gedanken zur Identität im 21. Jahrhundert. Frankfurter Verlagsgruppe, Frankfurt am Main 2005, ISBN 3-937909-54-0 (mit Schwerpunkt Turiner Grabtuch), Volltext: DIE KOORDINATION VON WISSEN UND GLAUBEN (COORDINATE MAGISTERIA)
- Karl Herbst: Kriminalfall Golgatha. Econ, Berlin 1992, ISBN 3-430-14355-1.
- Michael Hesemann: Die stummen Zeugen von Golgotha. Die faszinierende Geschichte der Passionsreliquien Christi. Hugendubel, München 2000, ISBN 3-7205-2139-7.
- Michael Hesemann: Stigmata. Sie tragen die Wundmale Christi. Silberschnur, Neuwied 2006, ISBN 3-89845-125-9.
- Markus van den Hövel: Das wahre Antlitz Jesu Christi: das Grabtuch von Turin und das Schleiertuch von Manoppello. Be&Be, Heiligenkreuz im Wienerwald 2010, ISBN 978-3-902694-22-5.
- R. W. Hynek: Golgotha. Im Zeugnis des Turiner Grabtuches. Badenia, Karlsruhe 1950.
- Christopher Knight, Robert Lomas: Das Grabtuch von Turin, die Templer und das Geheimnis der Freimaurer. Scherz, München 1999, ISBN 3-502-15378-7.
- Bernd Kollmann: Das Grabtuch von Turin – ein Porträt Jesu? Mythen und Fakten. Herder, Freiburg i. Br. 2010, ISBN 978-3-451-06216-2.
- Roman Laussermayer: Meta-Physik der Radiokarbon-Datierung des Turiner Grabtuches. Verlag für Wissenschaft und Forschung, Berlin 2000, ISBN 3-89700-263-9.
- Alexander Lohner: Das Jesustuch. Aufbau, Berlin 2005, ISBN 978-3-7466-2122-7.
- Walter C. McCrone: Judgment day for the Shroud of Turin. Prometheus Books, Amherst/NY 1999, ISBN 1-57392-679-5.
- Lynn Picknett, Clive Prince: Die Jesus-Fälschung. Leonardo da Vinci und das Turiner Grabtuch. Lübbe, Bergisch Gladbach 1995, ISBN 3-7857-0773-8.
- Joseph Sauer: Die ältesten Christusbilder. Wasmuth, Berlin 1920.
- Blandina Paschalis Schlömer: Der Schleier von Manoppello und das Grabtuch von Turin. Resch, Innsbruck 1999, ISBN 3-85382-068-9.
- Maria Grazia Siliato: Und das Grabtuch ist doch echt: die neuen Beweise. Heyne, München 2002, ISBN 3-453-16501-2.
- David Sox: The Shroud Unmasked. The Canterbury Press, Scoresby 1988, ISBN 0-947293-07-8.
- Gary Vikan: The Holy Shroud: a brilliant hoax in the time of the black death. Pegasus Books, New York 2020, ISBN 978-1-64313-432-1
- Ian Wilson: Das Turiner Grabtuch. Wilhelm Goldmann, München 1999, ISBN 3-442-15010-8.
- Ian Wilson: The Shroud. Bantam Press, London 2010, ISBN 978-0-593-06359-0.

### Aufsätze
- P. E. Damon u. a.: Radiocarbon dating of the Shroud of Turin. In: Nature, 1989, vol. 337, S. 611–615.
- Mary Warner: The Shroud of Turin. In: Analytical Chemistry, 1989, Band 61, 2, 101A
- Amardeo Sarma: Ein Tuch mit sieben Siegeln? Das Turiner Grabtuch als Forschungsgegenstand. 2000. In: Skeptiker, Heft 00-2.
- Stephan Matthiesen: Zweifel am Alter des Turiner Grabtuchs,[39] 30. Januar 2005. Nachdruck in Skeptiker, Heft 05-4, S. 164–165.
- Jacques Evin: La datation radiocarbone du Linceul de Turin. In: Dossiers d’Archéologie., Nr. 306, September 2005, ISSN 1141-7137, S. 60–65
- Daniel Raffard de Brienne: La désinformation autour du Linceul de Turin. Éditions de Paris, Paris 2004. ISBN 2-85162-149-1.
- Raymond Rogers: A Chemist’s Perspective On The Shroud of Turin, 2008, ISBN 978-0-615-23928-6
- Raymond Rogers: Studies on the radiocarbon sample from the shroud of turin, 2004, (PDF-Datei), in: Thermochimica Acta 425 (2005) 189–194
- M. Sue Benford, Joseph G. Marino: Discrepancies in the radiocarbon dating area of the Turin shroud, Juli/August 2008, (PDF), in: Chemistry Today. Vol 26 no 4